# Het Oranje Kruis (Nederland)
Het Oranje Kruis is een stichting met het predicaat koninklijk die kennis en kunde op het gebied van eerste hulp bij ongevallen verspreidt. De organisatie werd op initiatief van prins Hendrik als Koninklijke Nationale Organisatie voor Reddingswezen en Eerste Hulp bij Ongelukken Het Oranje Kruis opgericht in 1909. Ruim 350.000 Nederlanders bezitten een EHBO-diploma of een certificaat van Het Oranje Kruis. De stichting is door de belastingdienst aangewezen als algemeen nut beogende instelling. Iedereen met een diploma of certificaat van Het Oranje Kruis is bij hulpverleningsactiviteiten verzekerd via een aansprakelijkheidsverzekering.

## Doelstellingen
In een noodsituatie zijn burgers vaak als eerste ter plaatse, nog voor de professionele hulpverlening. Een snelle en juiste reactie kan dan het verschil maken. Het Oranje Kruis stelt zich ten doel ervoor te zorgen dat er "altijd iemand in de buurt is die eerste hulp kan, durft én gaat verlenen."
De stichting bevordert dat burgers zich inzetten bij eerstehulpverlening. Ze schrijft mee aan voorstellen voor de Nederlandse Richtlijnen Eerste Hulp en stelt aan de hand van deze richtlijnen eindtermen vast voor verschillende EHBO-certificeringen. Ze ontwikkelt lesmateriaal, neemt examens af en geeft diploma’s en certificaten uit.
De organisatie certificeert opleidingen van eerstehulpverleners via examens. Er worden eindtermen vastgesteld, lesmaterialen ontwikkeld voor zowel cursisten als instructeurs. 

## Opleidingen en examens
Het Oranje Kruis geeft zelf geen EHBO-cursussen, maar steunt op ruim 2.000 erkende opleiders. Zij leiden cursisten op voor onder andere het diploma (Instructeur) Eerste Hulp, certificaat Eerste Hulp aan kinderen, diploma (Instructeur) Lotus, diploma Jeugd Eerste Hulp en aanvullende certificeringen. De meeste diploma’s en certificaten van Het Oranje Kruis zijn twee jaar gelding.
De kwaliteit van Instructeurs Eerste Hulp is essentieel bij goede EHBO-opleiding. Daarom beoordeelt Het Oranje Kruis instructeurs periodiek op theorie, praktijk en didactiek. Zo blijft het onderwijs op hoog niveau en kunnen cursisten rekenen op actuele en betrouwbare kennis.

## Eindtermen en lesmateriaal
De eindtermen voor het Diploma Eerste Hulp worden vastgesteld onder toezicht van een College van Deskundigen. Hierin zitten vertegenwoordigers van voor de eerste hulp relevante beroepsverenigingen van zorgprofessionals. Deze eindtermen zijn gebaseerd op de Nederlandse Richtlijnen Eerste Hulp.
Verdere ondersteuning wordt onder andere verricht door de 'BV Eerste Hulp Dichtbij' die is opgericht in 2003 met als doel de uitgave van leermiddelen en het geven van praktische dienstverlening ten behoeve van het eerste hulp onderwijs. 